# Hamburger Hafen und Logistik
Hamburger Hafen und Logistik AG (HHLA) er en tysk logistik- og transportvirksomhed, der er specialiseret i havne og containere. Den blev etableret som Hamburger Freihafen-Lagerhaus Gesellschaft (HFLG) i 1885.